# Mistrzostwa Bułgarii w szachach
Mistrzostwa Bułgarii w szachach – rozgrywany corocznie (z nielicznymi wyjątkami) turniej szachowy, mający na celu wyłonienie najlepszych szachistów w Bułgarii. Pierwsze mistrzostwa mężczyzn odbyły się w 1933, natomiast kobiet – w 1951 roku. W 1973 r. mistrzostwa mężczyzn rozegrano dwukrotnie.

## Lista medalistów
| Rok     | Mężczyźni                                                       | Kobiety                                                                               |
| ------- | --------------------------------------------------------------- | ------------------------------------------------------------------------------------- |
| 1933    | 1. Georgi Geszew 2. Jurij Toszew 3. Kseni Atanasow              |                                                                                       |
| 1934    | 1. Georgi Geszew 2. Jurij Toszew 3. Heinrich Max                |                                                                                       |
| 1935    | 1. Georgi Geszew 2. Najden Wojnow 3. Kseni Atanasow             |                                                                                       |
| 1936    | 1. Georgi Geszew 2. Andrej Małczew 3. Aleksandyr Kiprow         |                                                                                       |
| 1937    | 1. Michaił Kantardżiew 2. Żak Fransez 3. Emił Karastojczew      |                                                                                       |
| 1938    | 1. Aleksandyr Cwetkow 2. Michaił Manołow 3. Michaił Kantardżiew |                                                                                       |
| 1940    | 1. Aleksandyr Cwetkow 2. Emił Karastojczew 3. Aleksandyr Kiprow |                                                                                       |
| 1942    | 1. Jurij Toszew 2. Paweł Bidew 3. Weselin Popow                 |                                                                                       |
| 1943    | 1. Oleg Nejkirch 2. Aleksandyr Cwetkow 3. Dżordże Poljakow      |                                                                                       |
| 1945    | 1. Aleksandyr Cwetkow 2. Andrej Małczew 3. Krystiu Dimitrow     |                                                                                       |
| 1946    | 1. Petyr Petrow 2. Weselin Popow 3. Oleg Nejkirch               |                                                                                       |
| 1947    | 1. Kamen Piskow Jurij Toszew 2. Emił Karastojczew               |                                                                                       |
| 1948    | 1. Oleg Nejkirch Aleksandyr Cwetkow 2. Emił Karastojczew        |                                                                                       |
| 1949    | 1. Krystiu Dimitrow 2. Paweł Iwanow 3. Kamen Piskow             |                                                                                       |
| 1950    | 1. Aleksandyr Cwetkow 2. Oleg Nejkirch 3. Emił Karastojczew     |                                                                                       |
| 1951    | 1. Aleksandyr Cwetkow 2. Miłko Bobocow 3. Nikołaj Minew         | 1. Antonia Iwanowa 2. Wenka Asenowa 3. Paunka Todorowa                                |
| 1952    | 1. Zdrawko Milew 2. Aleksandyr Cwetkow 3. Radko Bobekow         | 1. Antonia Iwanowa 2. Paunka Todorowa                                                 |
| 1953    | 1. Nikołaj Minew 2. Oleg Nejkirch 3. Atanas Kołarow             | 1. Wenka Asenowa 2. Antonia Iwanowa 3. Kalinka Karamanowa                             |
| 1954    | 1. Nikoła Pydewski 2. Ewgeni Jakowlew 3. Zdrawko Milew          | 1. Antonia Iwanowa 2. Paunka Todorowa                                                 |
| 1955    | 1. Nikoła Pydewski 2. Atanas Kołarow 3. Miłko Bobocow           | 1. Paunka Todorowa                                                                    |
| 1956    | nie rozegrano                                                   | 1. Wenka Asenowa                                                                      |
| 1957    | 1. Oleg Nejkirch 2. Atanas Kołarow 3. Nikołaj Minew             | 1. Antonia Iwanowa 2. Margarita Dimowa Łałka Petrowa                                  |
| 1958    | 1. Miłko Bobocow 2. Atanas Kołarow 3. Zdrawko Milew             | 1. Antonia Iwanowa                                                                    |
| 1959    | 1. Władilen Popow 2. Miłko Bobocow 3. Ljuben Popow              | nie rozegrano                                                                         |
| 1960    | 1. Zdrawko Milew 2. Miłko Bobocow 3. Oleg Nejkirch              | 1. Wenka Asenowa 2. Antonia Iwanowa 3. Ewelina Trojanska                              |
| 1961    | 1. Zdrawko Milew 2. Nikołaj Minew 3. Oleg Nejkirch              | 1. Wenka Asenowa 2. Paunka Todorowa 3. Margarita Dimowa Liliana Bonewa                |
| 1962    | 1. Nikoła Pydewski 2. Georgi Tringow 3. Ljuben Popow            | 1. Wenka Asenowa 2. Antonia Iwanowa Liliana Bonewa                                    |
| 1963    | 1. Georgi Tringow 2. Nikołaj Minew 3. Ljuben Popow              | 1. Wenka Asenowa 2. Paunka Todorowa Liliana Bonewa Antonina Kuzmanowa                 |
| 1964    | 1. Nikoła Pydewski 2. Atanas Kołarow 3. Nikoła Spiridonow       | 1. Paunka Todorowa 2. Ewelina Trojanska 3. Weliczka Nikołowa                          |
| 1965    | 1. Nikołaj Minew 2. Iwan Radułow 3. Ljuben Spasow               | 1. Wenka Asenowa 2. Ewelina Trojanska                                                 |
| 1966    | 1. Nikołaj Minew 2. Miłko Bobocow 3. Georgi Tringow             | 1. Wenka Asenowa 2. Ewelina Trojanska                                                 |
| 1967/68 | 1. Pejczo Peew 2. Iwan Radułow 3. Miłko Bobocow                 | 1. Antonia Iwanowa 2. Ewelina Trojanska 3. Kalinka Karamanowa Margarita Dimowa        |
| 1968    | nie rozegrano                                                   | 1. Antonina Georgiewa 2. Wesmina Szikowa Ewelina Trojanska                            |
| 1969    | 1. Nikoła Spiridonow 2. Iwan Radułow 3. Nikoła Pydewski         | 1. Wenka Asenowa 2. Ewelina Trojanska 3. Wesmina Szikowa Neli Michajłowa              |
| 1970    | 1. Ljuben Popow 2. Atanas Kołarow 3. Nino Kirow                 | 1. Antonina Georgiewa 2. Paunka Todorowa 3. Wesmina Szikowa                           |
| 1971    | 1. Iwan Radułow 2. Pejczo Peew 3. Ljuben Popow                  | 1. Antonina Georgiewa 2. Wesmina Szikowa Aljana Briczikowa                            |
| 1972    | 1. Sarkis Boghosjan 2. Iwan Radułow 3. Miłko Bobocow            | 1. Wesmina Szikowa 2. Borisława Borisowa                                              |
| 1973    | 1. Ewgeni Ermenkow 2. Nikołaj Radew 3. Petyr Arnaudow           | 1. Ewelina Trojanska 2. Weliczka Krumowa 3. Wesmina Szikowa                           |
| 1973    | 1. Nino Kirow 2. Iwan Radułow 3. Ljuben Spasow                  | 1. Ewelina Trojanska 2. Weliczka Krumowa 3. Wesmina Szikowa                           |
| 1974    | 1. Iwan Radułow 2. Nikoła Pydewski 3. Ewgeni Ermenkow           | 1. Tatiana Lemaczko 2. Antonina Georgiewa                                             |
| 1975    | 1. Ewgeni Ermenkow 2. Nikoła Spiridonow 3. Nikołaj Radew        | 1. Tatiana Lemaczko 2. Wenka Asenowa 3. Borisława Borisowa                            |
| 1976    | 1. Ewgeni Ermenkow 2. Nino Kirow 3. Iwan Radułow                | 1. Borisława Borisowa 2. Weliczka Krumowa 3. Anżeł Taszczian                          |
| 1977    | 1. Iwan Radułow 2. Wencisław Inkiow 3. Ewgeni Ermenkow          | 1. Antonina Georgiewa 2. Borisława Borisowa 3. Wesmina Szikowa                        |
| 1978    | 1. Nino Kirow 2. Petyr Welikow 3. Dimityr Donczew               | 1. Tatiana Lemaczko 2. Wesmina Szikowa 3. Łozana Nestorowa Weliczka Krumowa           |
| 1979    | 1. Ewgeni Ermenkow 2. Krum Georgiew 3. Petyr Welikow            | 1. Tatiana Lemaczko 2. Wenka Asenowa 3. Rumiana Goczewa                               |
| 1980    | 1. Iwan Radułow 2. Wencisław Inkiow 3. Krum Georgiew            | 1. Rumiana Goczewa 2. Pawlina Czilingirowa                                            |
| 1981    | 1. Georgi Tringow 2. Dimityr Donczew 3. Wencisław Inkiow        | 1. Tatiana Lemaczko 2. Pawlina Czilingirowa                                           |
| 1982    | 1. Wencisław Inkiow 2. Walentin Łukow 3. Nikoła Spiridonow      | 1. Rumiana Goczewa Margarita Wojska 2. Emilia Złatanowa Wesmina Szikowa Stefka Sawowa |
| 1983    | 1. Dimityr Donczew 2. Silwio Danaiłow 3. Zachari Zachariew      | 1. Margarita Wojska 2. Stefka Sawowa                                                  |
| 1984    | 1. Kirił Georgiew 2. Wencisław Inkiow 3. Bogomił Andonow        | 1. Rumiana Goczewa Margarita Wojska 2. Wesmina Szikowa                                |
| 1985    | 1. Georgi Tringow 2. Dimityr Donczew 3. Jordan Grigorow         | 1. Marlen Petrowa 2. Rozalina Witanowa 3. Wesmina Szikowa                             |
| 1986    | 1. Kirił Georgiew 2. Ewgeni Ermenkow 3. Jordan Grigorow         | 1. Stefka Sawowa 2. Margarita Wojska 3. Pawlina Czilingirowa                          |
| 1987    | 1. Petyr Welikow                                                | 1. Rumiana Goczewa 2. Wera Pejczewa 3. Marlen Petrowa                                 |
| 1988    | 1. Dimityr Donczew 2. Kirił Georgiew 3. Semko Semkow            | 1. Rużka Genowa 2. Stefka Sawowa 3. Margarita Wojska                                  |
| 1989    | 1. Kirił Georgiew 2. Wencisław Inkiow 3. Kirił Ninow            | 1. Rumiana Goczewa 2. Wera Pejczewa 3. Pawlina Czilingirowa                           |
| 1990    | 1. Wasił Spasow                                                 | 1. Wera Pejczewa 2. Sylwia Aleksiewa 3. Pawlina Czilingirowa                          |
| 1991    | 1. Boris Czatałbaszew 2. Atanas Kurtenkow                       | 1. Rumiana Goczewa 2. Maja Koen                                                       |
| 1992    | 1. Atanas Kolew 2. Ewgeni Ermenkow 3. Krum Georgiew             | 1. Maja Koen 2. Sylwia Aleksiewa 3. Marija Wełczewa                                   |
| 1993    | 1. Petyr Genow                                                  | 1. Pawlina Czilingirowa 2. Margarita Wojska 3. Marija Wełczewa                        |
| 1994    | 1. Aleksandyr Dełczew 2. Dimityr Donczew 3. Atanas Kolew        | 1. Maja Koen 2. Margarita Wojska 3. Marija Wełczewa                                   |
| 1995    | 1. Władimir Georgiew                                            | 1. Antoaneta Stefanowa 2. Sylwia Aleksiewa 3. Marija Wełczewa                         |
| 1996    | 1. Aleksandyr Dełczew                                           | 1. Marija Wełczewa                                                                    |
| 1997    | 1. Wasił Spasow 2. Żiwko Bratanow                               | 1. Marija Wełczewa                                                                    |
| 1998    | 1. Boris Czatałbaszew 2. Todor Todorow 3. Iwajło Papazow        | 1. Margarita Wojska 2. Galina Dojkowa (3-4)                                           |
| 1999    | 1. Petyr Genow 2. Wasił Spasow 3. Władimir Georgiew             | 1. Marija Wełczewa 2. Dimitrinka Bratimirowa 3. Tatiana Płaczkinowa                   |
| 2000    | 1. Wasił Spasow 2. Ewgeni Janew 3. Żiwko Bratanow               | 1. Marija Wełczewa 2. Emilia Dżingarowa 3. Tatiana Płaczkinowa                        |
| 2001    | 1. Aleksandyr Dełczew 2. Boris Czatałbaszew 3. Marijan Petrow   | 1. Marija Wełczewa 2. Ljubka Genowa 3. Margarita Wojska                               |
| 2002    | 1. Marijan Petrow 2. Krum Georgiew 3. Julian Radulski           | 1. Margarita Wojska 2. Sylwia Aleksiewa 3. Emilia Dżingarowa                          |
| 2003    | 1. Wasił Spasow 2. Krum Georgiew 3. Petyr Genow                 | 1. Margarita Wojska 2. Emilia Dżingarowa 3. Rużka Genowa                              |
| 2004    | 1. Iwan Czeparinow 2. Boris Czatałbaszew 3. Julian Radulski     | 1. Margarita Wojska 2. Emilia Dżingarowa 3. Pawlina Czilingirowa                      |
| 2005    | 1. Iwan Czeparinow 2. Nikołaj Ninow 3. Dejan Bożkow             | 1. Ljubka Genowa 2. Stefka Sawowa 3. Margarita Wojska                                 |
| 2006    | 1. Walentin Jotow 2. Krasimir Rusew 3. Władimir Dimitrow        | 1. Margarita Wojska 2. Emilia Dżingarowa 3. Pawlina Czilingirowa                      |
| 2007    | 1. Boris Czatałbaszew 2. Momcził Nikołow 3. Petyr Genow         | 1. Margarita Wojska 2. Pawlina Czilingirowa 3. Ljubka Genowa                          |
| 2008    | 1. Wasił Spasow 2. Milen Wasilew 3. Krasimir Rusew              | 1. Elica Raewa 2. Marija Wełczewa 3. Iwa Widenowa                                     |
| 2009    | 1. Dejan Bożkow 2. Boris Czatałbaszew 3. Momcził Nikołow        | 1. Margarita Wojska 2. Ljubka Genowa 3. Iwa Widenowa                                  |
| 2010    | 1. Boris Czatałbaszew 2. Kirił Georgiew 3. Walentin Jotow       | 1. Margarita Wojska 2. Adriana Nikołowa 3. Iwa Widenowa                               |
| 2011    | 1. Julian Radułski 2. Aleksandyr Dełczew 3. Momcził Nikołow     | 1. Adriana Nikołowa 2. Elica Raewa 3. Emilia Dżingarowa                               |
| 2012    | 1. Iwan Czeparinow 2. Krasimir Rusew 3. Wasił Spasow            | 1. Iwa Widenowa 2. Elica Raewa 3. Cweta Gałunowa                                      |
| 2013    | 1. Kirił Georgiew 2. Iwajło Enczew 3. Momcził Nikołow           | 1. Iwa Widenowa 2. Elica Raewa 3. Simoneta Iwanowa                                    |
| 2014    | 1. Kirił Georgiew 2. Iwan Czeparinow 3. Atanas Kolew            | 1. Iwa Widenowa 2. Elica Raewa 3. Adriana Nikołowa                                    |
| 2015    | Kiril Georgiew                                                  | Svetia Yordanowa                                                                      |
| 2016    | Momczil Nikolow                                                 | Elica Raewa                                                                           |
| 2017    | Marian Petrow                                                   | Nurgyul Salimowa                                                                      |
| 2018    | Iwan Czeparinow                                                 | Victoria Radewa                                                                       |
| 2019    | Alexander Delchew                                               | Victoria Radeva                                                                       |
| 2020    | Martin Petrow                                                   | Beloslava Krastewa                                                                    |
| 2023    | Kiril Georgiew                                                  | Victoria Radewa                                                                       |